# U vazduhu
U vazduhu (engl. Up in the Air) je američka dramedija iz 2009. godine, režisera Džejsona Rajtmana, koji je i napisao scenario zajedno sa Šeldonom Tarnerom, prema istoimenom romanu Volter Kerna. Priča je usredsređena na korporativnog „eksperta za otpuštanje” Rajana Bingama (Džordž Kluni) i njegova putovanja. U ostalim ulogama su Vira Farmiga, Ana Kendrik, Džejson Bejtman, Melani Linski i Deni Makbrajd. Film je prvenstveno sniman u Sent Luisu, koji je zamenio brojne druge gradove. Neke scene su snimljene u Detroitu, Omahi, Las Vegasu i Majamiju.
Film je premijerno prikazan 5. septembra 2009. u Teljurajdu, dok je premijera u Los Anđelesu održana 30. novembra iste godine. Paramount je prvobitno pustio film u ograničenu realizaciju u Severnoj Americi 4. decembra 2009. godine, proširujući prikazivanja 11. decembra, i široku realizaciju 23. decembra iste godine.
Film je dobio pozitivne kritike od strane kritičara, a naročito su pohvaljeni režija i gluma. Nacionalni odbor za pregled filmova i Udruženje filmskih kritičara Vašingtona su proglasili ovaj film za najbolji film godine. Nominovan je za šest Zlatnih globusa, osvojivši onaj za najbolji scenario, i šest Oskara.

## Radnja
Ekspert u firmi, zadužen za otpuštanje radnika, doživljava korenitu promenu u životu. Njegovi život će na putu biti ugrožen kada je na domaku da dostigne deset miliona proputovanih milja i nedugo pošto je upoznao ženu svojih snova koja takođe često putuje.

## Uloge
| Glumac          | Uloga                |
| --------------- | -------------------- |
| Džordž Kluni    | Rajan Bingam         |
| Vira Farmiga    | Aleks Goran          |
| Ana Kendrik     | Natali Kiner         |
| Džejson Bejtman | Kreg Gregori         |
| Ejmi Morton     | Kara Bingam          |
| Melani Linski   | Džuli Bingam         |
| Deni Makbrajd   | Džim Miler           |
| Zak Galifanakis | Stiv                 |
| Džej Kej Simons | Bob                  |
| Sem Eliot       | kapetan Mejnard Finč |
| Ešton Kučer     | Brajan               |

## Spoljašnje veze
- U vazduhu на веб-сајту  (језик: енглески)
- U vazduhu на веб-сајту  (језик: српски)
- https://web.archive.org/web/20100107095139/http://www.theupintheairmovie.com/ Zvanična prezentacija (језик: енглески)